# Ізелін Солгейм (співачка)
Ізелін Локен Солгейм (норв. Iselin Løken Solheim; народ. 20 червня 1990) — норвезька співачка і авторка пісень у жанрі поп з елементами фолку та електронної музики. Спочатку була відома як Iselin Solheim, пізніше просто як Iselin.

## Ранні роки та кар'єра
Ізелін народилась у Неустдалі, котрий розташований в Согн-ог-Ф'юране, Норвегія. Почала співати в ранньому дитинстві.
У 2009 році після закінчення старшої школи, вона відвідувала Skiringssal Folkehøgskule, де займалася переважно музикою, а потім стала писати свої власні пісні.
У 2010 вступила до Інституту театрального мистецтва в Ліверпулі. Повернувшись з Англії випустила дебютний сингл «What’s Happening». Так само Ізелін Солхейм зайняла успішну позицію на скандинавській сцені з піснею «The Wizard of Us».
«What’s Happening» булу обрана на Radio Norge піснею тижня.
Вокал Ізелін фігурує у треку Алана Вокера «Faded», котрий був випущений у 2015 році, а також в «Sing Me to Sleep» й «Alone» 2016 року.
Зараз Ізелін Солхейм проживає в Осло. 

## Дискографія

### Сингли

#### Сольні
| Рік  | Назва              |
| ---- | ------------------ |
| 2012 | «What’s Happening» |
| 2013 | «The Wizard of Us» |
| 2013 | «Oracle»           |
| 2015 | «Giants»           |
| 2016 | «Listen»           |

#### Дуети
| Рік  | Назва                                    | Альбом        |
| ---- | ---------------------------------------- | ------------- |
| 2013 | «Usynlig» (Cir.Cuz feat. Iselin Solheim) | Vi Er Cir.Cuz |

### Інші
| Рік  | Назва          |
| ---- | -------------- |
| 2010 | «Coloured Sky» |

### Співробітництво
| Рік  | Назва              | Артист     | Роль    |
| ---- | ------------------ | ---------- | ------- |
| 2015 | «Faded»            | Алан Вокер | - Вокал |
| 2016 | «Sing Me to Sleep» | Алан Вокер | - Вокал |
| 2016 | "Alone"            | Алан Вокер | - Вокал |